# Course du Ben Nevis
Pour les articles homonymes, voir Ben Nevis (homonymie).
La course du Ben Nevis (en anglais : Ben Nevis Race) est une course de fell running reliant la ville de Fort William au sommet du Ben Nevis en Écosse. Elle a été créée en 1937.

## Histoire

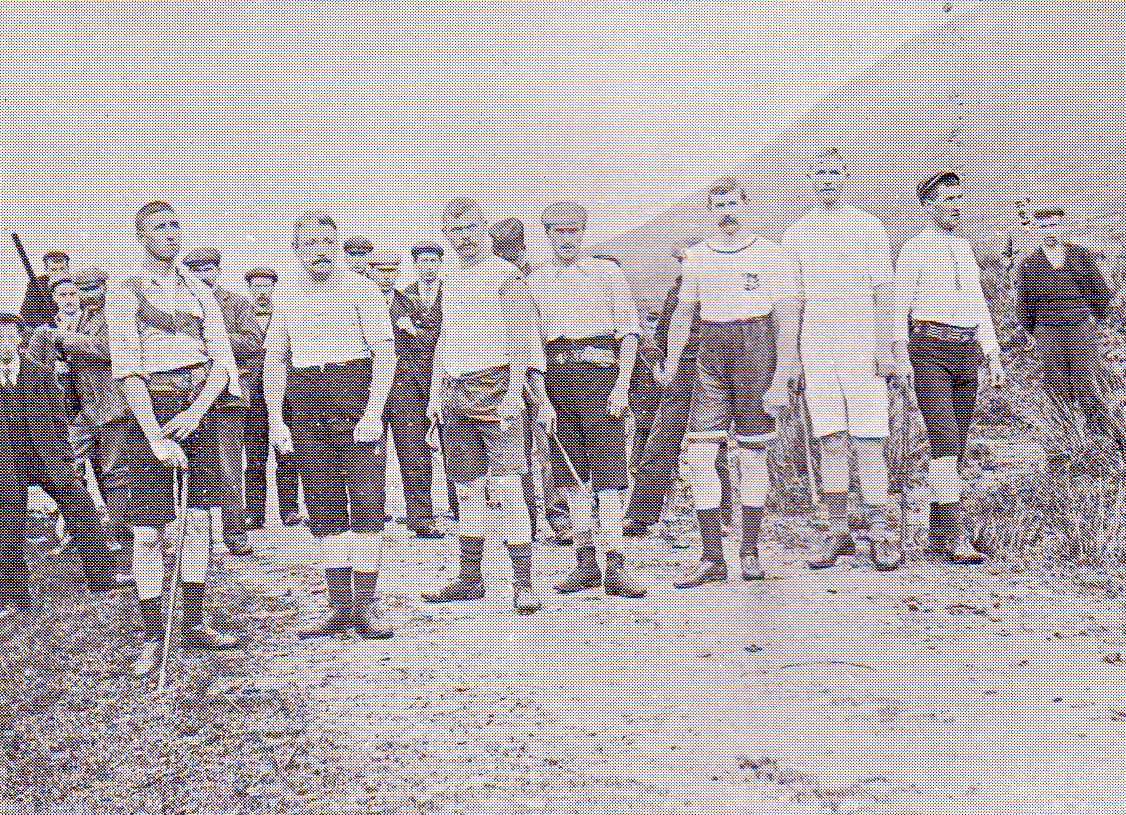
Une des premières course du XIX.

L'origine de la course remonte à 1885. William Swan, un barbier de Fort William, réalise la première ascension chronométrée officielle de la montagne, autour du 27 septembre de la même année. Il part de l'ancien bureau des postes de la ville, court jusqu'au sommet et retourne à son point de départ en 2 h 41. La première véritable compétition est tenue le 3 juin 1898 sous les offices de la Scottish Amateur Athletic Association. Dix participants sont au départ au Lochiel Arms Hotel de Banavie, ce qui a pour conséquence de rallonger le parcours par rapport à Fort William. Le vainqueur, Hugh Kennedy, termine la course en 2 h 41. Les femmes sont interdites de participer à la course jusqu'au début du XXe siècle. En 1902, Lucy Cameron est la première femme à prendre part à la course et réalise l'ascension en 2 h 3,.
L'événement est reconduit jusqu'en 1903, quand deux courses ont lieu la même année. La première démarre d'Achintee, au pied du Ben Path, et voit la victoire d'Ewen MacKenzie, le cantonnier de l'observatoire, en probablement à peine plus d'une heure. La seconde part du nouveau bureau des postes de Fort Williams et MacKenzie abaisse le record à 2 h 10. Aucune course n'est reconduite par la suite pour deux raisons : l'observatoire ferme en 1904 et un des coureurs, Robert Dobson, s'est perdu et est finalement retrouvé inconscient après neuf heures de recherches.
La course voit le jour sous sa forme actuelle en 1937 avec l'introduction de la coupe MacFarlane par le provost de Fort William, George MacFarlane. Elle se tient de manière épisodique jusqu'en 1944. En 1951, la Ben Nevis Race Association est fondée dans le but de formaliser la course qui se tient chaque premier samedi de septembre depuis.
En 1955, Kathleen Connochie, amie de l'ancien vainqueur Duncan McIntyre et fille du médecin conseiller de la course souhaite y participer. Elle s'entraîne avec Duncan en cachette car le fait qu'une femme puisse courir est encore mal vu. Peu avant le départ, une rumeur circule comme quoi Kathleen serait interdite à prendre le départ. Furieux, Duncan se retire de la course. Néanmoins, les officiels autorisent Kathleen à courir. Le vainqueur masculin, Eddie Campbell es le seul homme à terminer la course en moins de deux heures mais tous les regards sont braqués sur Kathleen qui termine la course en 3 h 2 min 5 s. Bien qu'elle ne coure pas à nouveau par la suite, cet évènement provoque une explosion médiatique de la course et le nombre de participants double en 1956. Il faut attendre 1977 pour voir à nouveau des femmes participer à la course.
Dave Spencer est le premier sassenach à remporter la course lors de l'édition 1958.
L'édition 1963 voit la participation de plusieurs troupes militaires dont le 6e régiment de fusiliers gorkhas de la reine Elizabeth qui étonne en signant de bons résultats. Un de leurs membres, le rifleman Lalbahadur Pan termine sur la troisième marche du podium,.

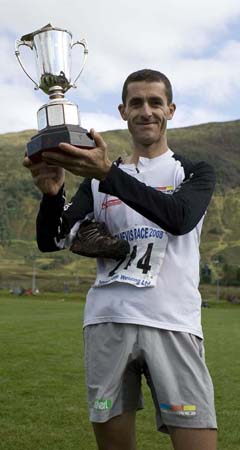
Agustí Roc soulevant la coupe MacFarlane en 2008.

L'édition 1980 se déroule dans conditions météorologiques particulièrement difficiles avec des vents violents au sommet du Ben Nevis. Le juge du sommet peine à attendre son point de contrôle. Le directeur de course envisage de donner le départ et les coureurs s'alignent derrière la ligne de départ. Attendant le message radio du juge du sommet, l'heure du départ est reportée mais n'ayant toujours aucune nouvelle de ce dernier, le directeur de course décide finalement de ne pas donner le départ et annule la course pour éviter tout risque.
En 1984, les Anglais Kenny Stuart et Pauline Haworth du Keswick Athletic Club établissent chacun les records du parcours en 1 h 25 min 34 s et 1 h 43 min 25 s respectivement. Victoria Wilkinson améliore le record féminin de 24 secondes en 2018, celui de Kenny n'est toujours pas battu.
La course rejoint le calendrier de la Skyrunner World Series en 2008 et jusqu'en 2010. Ces trois années voient une véritable participation internationale et les premières victoires de coureurs étrangers, les Espagnols Agustí Roc en 2008 et Mireia Miró en 2009 et l'Italienne Cecilia Mora en 2010.
À partir de 2016, une nouvelle règle interdit les coureurs de couper à travers la section herbeuse de Grassy Bank sous peine d'être disqualifié de la course. La zone étant fragile, le passage répété des coureurs à cet endroit érode la pente trop rapidement et le Scottish Natural Heritage a décidé de protéger l'endroit.
L'édition 2020 est annulée en raison de la pandémie de Covid-19, tout comme l'édition 2021.

## Parcours
Le départ est donné au terrain de football de Claggan Park. Il suit d'abord la route jusqu'à Achintee puis emprunte le Ben Path jusqu'au sommet. Les coureurs font ensuite demi-tour et parcourent le même tracé en sens inverse. Il mesure 14 km pour 1 360 m de dénivelé positif et négatif.
Avant 1971, le départ et l'arrivée se tenaient au King George V Playing Field de Fort William.

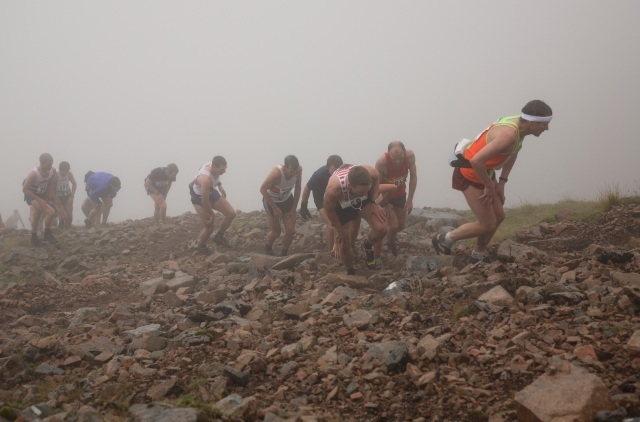
Montée (2007)
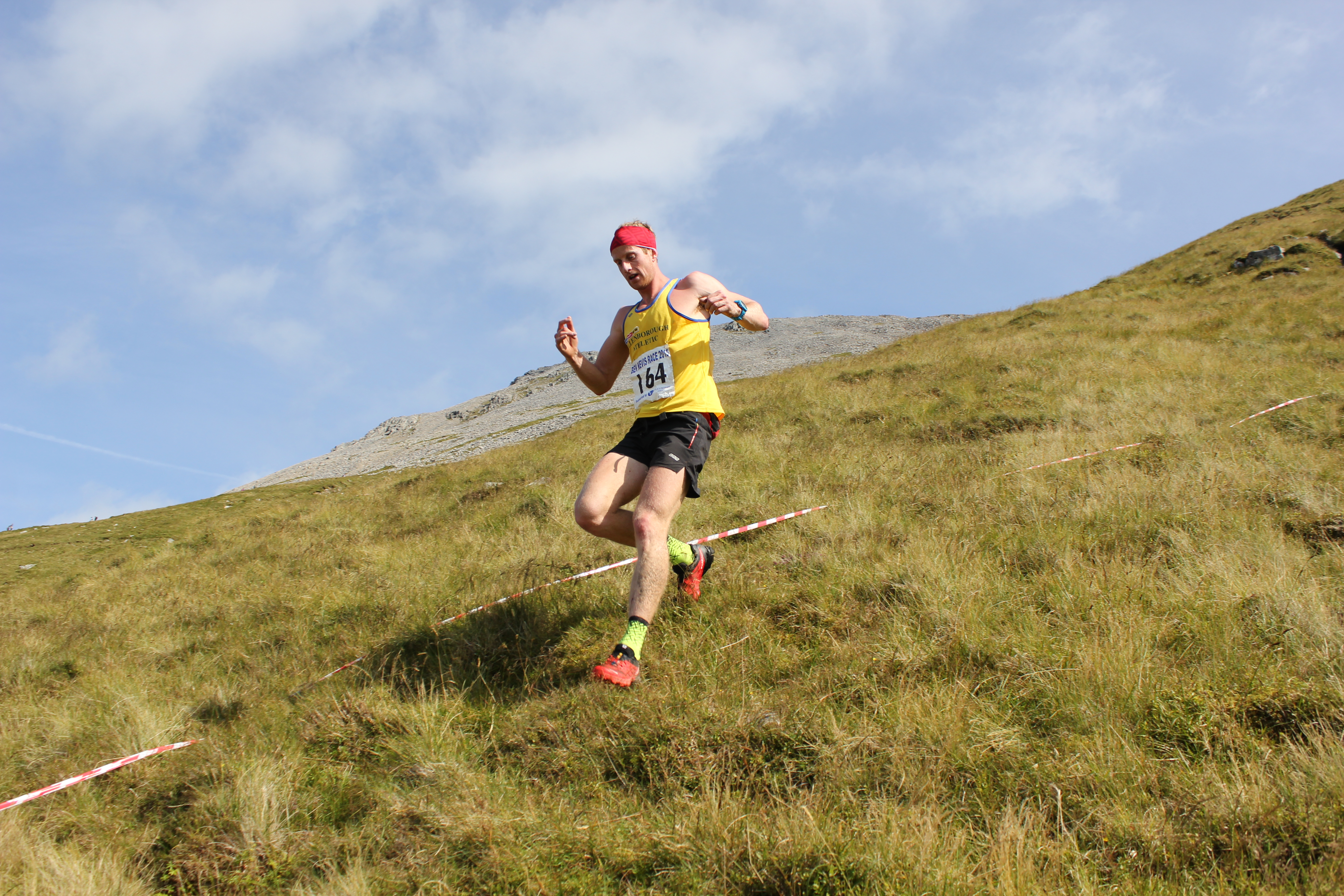
Ricky Lightfoot coupant à travers le Grassy Bank en 2015
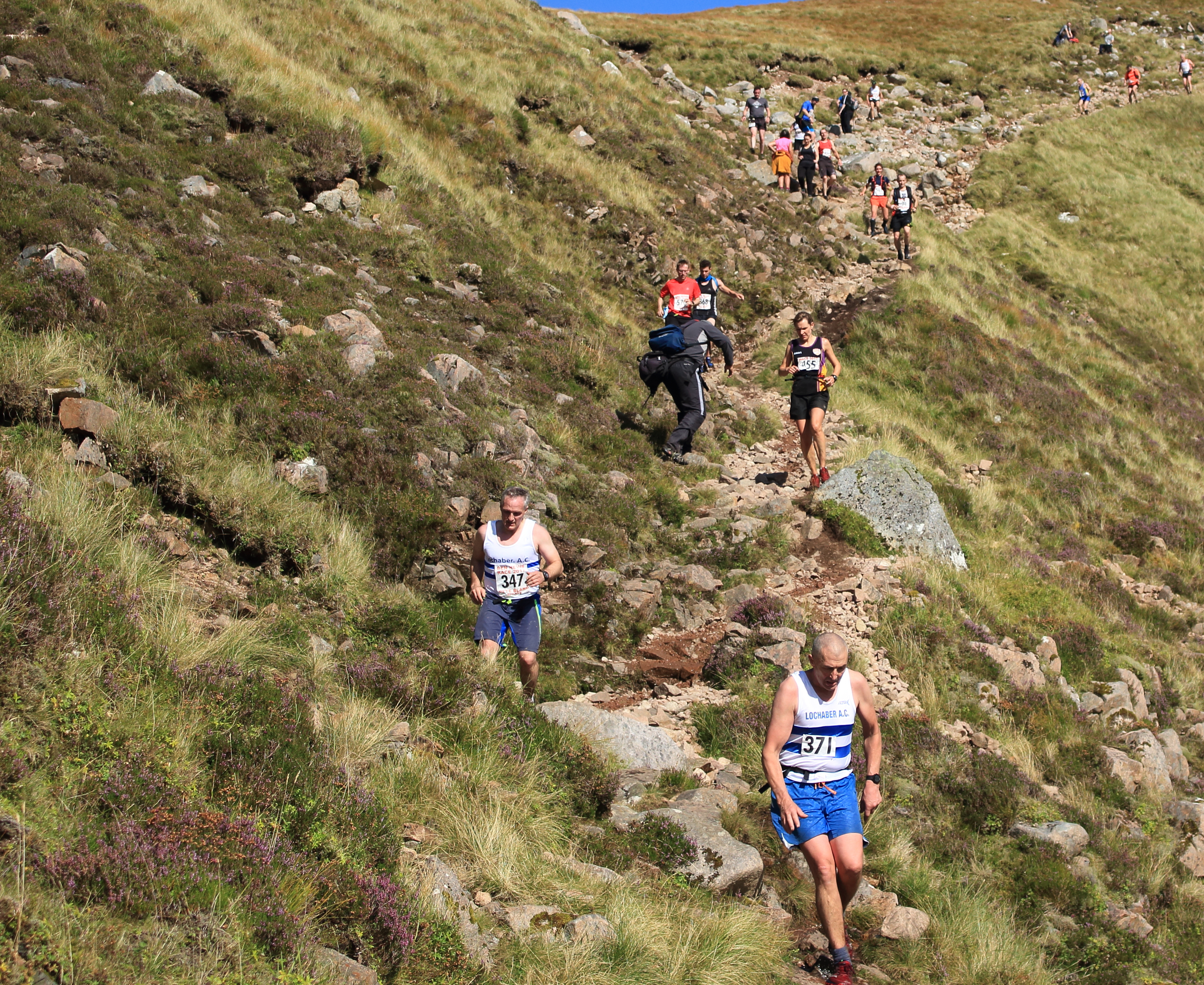
Descente (2017)

## Vainqueurs
| Année | Hommes                                              | Temps                                               | Femmes                                              | Temps                                               |
| ----- | --------------------------------------------------- | --------------------------------------------------- | --------------------------------------------------- | --------------------------------------------------- |
| 1937  | Charles Wilson                                      | 2 h 17 min 52 s                                     |                                                     |                                                     |
| 1938  | Charles Wilson                                      | 2 h 13 min 30 s                                     |                                                     |                                                     |
| 1939  | Daniel Mulholland                                   | 2 h 3 min 43 s                                      |                                                     |                                                     |
| 1942  | Charles Wilson                                      | 2 h 25 min 49 s                                     |                                                     |                                                     |
| 1943  | Duncan McIntyre                                     | 2 h 4 min 30 s                                      |                                                     |                                                     |
| 1944  | Charles Wilson                                      | 2 h 14 min 19 s                                     |                                                     |                                                     |
| 1951  | Brian Kearney                                       | 1 h 51 min 18 s                                     |                                                     |                                                     |
| 1952  | Eddie Campbell                                      | 1 h 53 min 46 s                                     |                                                     |                                                     |
| 1953  | Eddie Campbell                                      | 1 h 53 min 18 s                                     |                                                     |                                                     |
| 1954  | Brian Kearney                                       | 1 h 47 min 4 s                                      |                                                     |                                                     |
| 1955  | Eddie Campbell                                      | 1 h 50 min 5 s                                      | Kathleen Connochie                                  | 3 h 2 min 5 s                                       |
| 1956  | Pat Moy                                             | 1 h 45 min 55 s                                     |                                                     |                                                     |
| 1957  | Brian Kearney                                       | 1 h 46 min 4 s                                      |                                                     |                                                     |
| 1958  | Dave Spencer                                        | 1 h 46 min 8 s                                      |                                                     |                                                     |
| 1959  | Dave Spencer                                        | 1 h 47 min 53 s                                     |                                                     |                                                     |
| 1960  | Dave Spencer                                        | 1 h 52 min 22 s                                     |                                                     |                                                     |
| 1961  | Mike Davies                                         | 1 h 47 min 56 s                                     |                                                     |                                                     |
| 1962  | Peter Hall                                          | 1 h 45 min 44 s                                     |                                                     |                                                     |
| 1963  | Peter Hall                                          | 1 h 41 min 45 s                                     |                                                     |                                                     |
| 1964  | Peter Hall                                          | 1 h 38 min 50 s                                     |                                                     |                                                     |
| 1965  | Peter Hall                                          | 1 h 42 min 19 s                                     |                                                     |                                                     |
| 1966  | Allan McRae                                         | 1 h 43 min 49 s                                     |                                                     |                                                     |
| 1967  | Bobby Shields                                       | 1 h 41 min 11 s                                     |                                                     |                                                     |
| 1968  | Mike Davies                                         | 1 h 39 min 29 s                                     |                                                     |                                                     |
| 1969  | Mike Davies                                         | 1 h 43 min 25 s                                     |                                                     |                                                     |
| 1970  | Jeff Norman                                         | 1 h 40 min 45 s                                     |                                                     |                                                     |
| 1971  | David Cannon                                        | 1 h 33 min 5 s                                      |                                                     |                                                     |
| 1972  | David Cannon                                        | 1 h 32 min 57 s                                     |                                                     |                                                     |
| 1973  | Harry Walker                                        | 1 h 29 min 38 s                                     |                                                     |                                                     |
| 1974  | David Cannon                                        | 1 h 30 min 17 s                                     |                                                     |                                                     |
| 1975  | David Cannon                                        | 1 h 29 min 58 s                                     |                                                     |                                                     |
| 1976  | David Cannon                                        | 1 h 26 min 55 s                                     |                                                     |                                                     |
| 1977  | Alan McGee                                          | 1 h 29 min 56 s                                     | Joan Glass                                          | 2 h 7 min 0 s                                       |
| 1978  | Billy Bland                                         | 1 h 26 min 56 s                                     | Ros Coates                                          | 1 h 53 min 23 s                                     |
| 1979  | Colin Donnelly                                      | 1 h 31 min 26 s                                     | Ros Coates                                          | 1 h 56 min 11 s                                     |
| 1980  | Course annulée en raison du mauvais temps           | Course annulée en raison du mauvais temps           | Course annulée en raison du mauvais temps           | Course annulée en raison du mauvais temps           |
| 1981  | Bob Whitfield                                       | 1 h 26 min 57 s                                     | Ros Coates                                          | 1 h 44 min 25 s                                     |
| 1982  | Kenny Stuart                                        | 1 h 27 min 12 s                                     | Ros Coates                                          | 1 h 49 min 22 s                                     |
| 1983  | John Wild                                           | 1 h 25 min 35 s                                     | Ros Coates                                          | 1 h 45 min 17 s                                     |
| 1984  | Kenny Stuart                                        | 1 h 25 min 34 s                                     | Pauline Haworth                                     | 1 h 43 min 25 s                                     |
| 1985  | Hugh Symonds                                        | 1 h 28 min 0 s                                      | Angela Carson                                       | 1 h 52 min 45 s                                     |
| 1986  | Colin Donnelly                                      | 1 h 25 min 48 s                                     | Angela Carson                                       | 1 h 47 min 51 s                                     |
| 1987  | Mike Lindsay                                        | 1 h 29 min 25 s                                     | Angela Carson                                       | 1 h 52 min 57 s                                     |
| 1988  | Gary Devine                                         | 1 h 30 min 10 s                                     | Sara Taylor                                         | 2 h 5 min 23 s                                      |
| 1989  | Keith Anderson                                      | 1 h 27 min 41 s                                     | Beverley Redfern                                    | 2 h 3 min 10 s                                      |
| 1990  | Mark Rigby                                          | 1 h 26 min 8 s                                      | Lesley Hope                                         | 1 h 56 min 58 s                                     |
| 1991  | David Rodgers                                       | 1 h 33 min 33 s                                     | Ros Evans                                           | 2 h 3 min 57 s                                      |
| 1992  | Gavin Bland                                         | 1 h 27 min 2 s                                      | Carol Greenwood                                     | 1 h 53 min 25 s                                     |
| 1993  | Graeme Bartlett                                     | 1 h 33 min 38 s                                     | Julie Farmer                                        | 2 h 2 min 18 s                                      |
| 1994  | Ian Holmes                                          | 1 h 30 min 17 s                                     | Gill Barnes                                         | 2 h 13 min 22 s                                     |
| 1995  | Ian Holmes                                          | 1 h 28 min 8 s                                      | Ros Evans                                           | 2 h 2 min 27 s                                      |
| 1996  | David Rodgers                                       | 1 h 31 min 23 s                                     | Angela Mudge                                        | 2 h 3 min 8 s                                       |
| 1997  | Gavin Bland                                         | 1 h 27 min 45 s                                     | Angela Brand-Barker                                 | 1 h 56 min 27 s                                     |
| 1998  | John Brooks                                         | 1 h 27 min 24 s                                     | Kate Beaty                                          | 2 h 9 min 56 s                                      |
| 1999  | Ian Holmes                                          | 1 h 28 min 14 s                                     | Maggie Creber                                       | 1 h 59 min 21 s                                     |
| 2000  | Ian Holmes                                          | 1 h 28 min 47 s                                     | Sarah Rowell                                        | 1 h 54 min 31 s                                     |
| 2001  | David Rodgers                                       | 1 h 29 min 24 s                                     | Tracey Ambler                                       | 1 h 54 min 36 s                                     |
| 2002  | Andrew Peace                                        | 1 h 29 min 41 s                                     | Andrea Priestley                                    | 1 h 52 min 55 s                                     |
| 2003  | Rob Jebb                                            | 1 h 29 min 32 s                                     | Kate Beaty                                          | 1 h 54 min 52 s                                     |
| 2004  | Ian Holmes                                          | 1 h 29 min 33 s                                     | Sharon Taylor                                       | 1 h 55 min 54 s                                     |
| 2005  | Rob Jebb                                            | 1 h 29 min 33 s                                     | Sharon Taylor                                       | 1 h 58 min 15 s                                     |
| 2006  | Rob Jebb                                            | 1 h 29 min 31 s                                     | Sharon Taylor                                       | 1 h 57 min 10 s                                     |
| 2007  | Ian Holmes                                          | 1 h 32 min 57 s                                     | Angela Mudge                                        | 1 h 48 min 28 s                                     |
| 2008  | Agustí Roc                                          | 1 h 29 min 12 s                                     | Angela Mudge                                        | 1 h 47 min 12 s                                     |
| 2009  | Rob Jebb                                            | 1 h 32 min 33 s                                     | Mireia Miró                                         | 1 h 56 min 46 s                                     |
| 2010  | Finlay Wild                                         | 1 h 35 min 39 s                                     | Cecilia Mora                                        | 1 h 56 min 1 s                                      |
| 2011  | Finlay Wild                                         | 1 h 29 min 21 s                                     | Angela Mudge                                        | 1 h 51 min 14 s                                     |
| 2012  | Finlay Wild                                         | 1 h 29 min 56 s                                     | Sharon Taylor                                       | 1 h 59 min 23 s                                     |
| 2013  | Finlay Wild                                         | 1 h 30 min 6 s                                      | Angela Mudge                                        | 1 h 52 min 40 s                                     |
| 2014  | Finlay Wild                                         | 1 h 34 min 43 s                                     | Lindsay Brindle                                     | 1 h 56 min 36 s                                     |
| 2015  | Finlay Wild                                         | 1 h 30 min 56 s                                     | Diane Wilson                                        | 2 h 0 min 41 s                                      |
| 2016  | Finlay Wild                                         | 1 h 28 min 45 s                                     | Sophie Horrocks                                     | 1 h 56 min 20 s                                     |
| 2017  | Finlay Wild                                         | 1 h 31 min 37 s                                     | Diane Wilson                                        | 2 h 1 min 21 s                                      |
| 2018  | Finlay Wild                                         | 1 h 27 min 35 s                                     | Victoria Wilkinson                                  | 1 h 43 min 1 s                                      |
| 2019  | Finlay Wild                                         | 1 h 32 min 5 s                                      | Sarah Graham                                        | 2 h 12 min 21 s                                     |
| 2020  | Course annulée en raison de la pandémie de Covid-19 | Course annulée en raison de la pandémie de Covid-19 | Course annulée en raison de la pandémie de Covid-19 | Course annulée en raison de la pandémie de Covid-19 |
| 2021  | Course annulée en raison de la pandémie de Covid-19 | Course annulée en raison de la pandémie de Covid-19 | Course annulée en raison de la pandémie de Covid-19 | Course annulée en raison de la pandémie de Covid-19 |
| 2022  | Finlay Wild                                         | 1 h 28 min 15 s                                     | Sharon Taylor                                       | 2 h 0 min 10 s                                      |
| 2023  | Finlay Wild                                         | 1 h 35 min 26 s                                     | Rose Mather                                         | 1 h 59 min 52 s                                     |
| 2024  | Alistair Thornton                                   | 1 h 51 min 47 s                                     | Eve Pannone                                         | 2 h 5 min 25 s                                      |

 Record de l'épreuve